# Обские татары
Обские татары (тат. об татарлары) — группа сибирских татар, проживающая на берегах реки Обь, к северу и югу от устья реки Томь. Одна из немногих групп сибирских татар, исповедующих христианство.

## История
На формирование групп обских татар оказали влияние как селькупы, так и позднее русские, с которыми в дальнейшем часть из них ассимилировалась. С XVII по середину XIX века  в различных документах именовались «людьми Оби», «новыми кряшенами Оби» или просто «татарами». Однако свое имя «обские татары» группа получила ещё во второй половине XVIII века, о чем свидетельствуется в книге Иоганна Георги «Описание всех обитающих в Российском государстве народов. Ч. 2. СПб.».
В то же время, после революции 1917 года в переписи 1920 года обские татары именовались «карагасами». Это же наименование зафиксировалось во Всесоюзной переписи 1926 года. Но уже в дальнейшем оно не было зарегистрировано, поскольку группа людей, именовавшихся этим именем, русифицировались.
До прихода русских обские татары находились под властью эушского князя по имени Тоян. В XVIII веке они жили в нескольких волостях: Большая и Малая Шегар, Тимерче, Большая и Малая Провская (где находились татарские селения Казырбак и Тогылын) и Соргылы. Тогда же была образована Обскотутальская волость.
Кроме того, в XVIII веке обские татары заселяли деревни Кругликова и Чесалина, но позже они или переселились, или ассимилировались с русским населением.
К XIX веку представители обских татар продолжали жить в селах Юртау, Чугалы, Камень, Канаева, а также в самом Томске.

## Язык
В 1806 году немецкий историк Иоганн Аделунг отметил, что язык обских татар близок к языкам тобольских и томских татар. Однако в наше время язык обских татар оставался неизученным, во многом из-за того, что они говорят либо на литературном татарском, либо на русском языке.